# Dwór w Januszkowicach
Dwór w Januszkowicach – dwór wybudowany  w Januszkowicach w XVI w., przebudowywany w XX w.